# Eurytoma querciglobuli
Eurytoma querciglobuli är en stekelart som först beskrevs av Fitch 1859.  Eurytoma querciglobuli ingår i släktet Eurytoma och familjen kragglanssteklar. Inga underarter finns listade i Catalogue of Life.